# گان‌گان کامیکس
گان‌گان (ژاپنی: ガンガン هپبورن: Gangan) یک نام تجاری مانگا متعلق به شرکت هلدینگ اسکوئر انیکس است. قبل از اینکه این شرکت به اسکوئر انیکس تغییر نام دهد، به عنوان یک ناشر مانگا برای شرکت انتشارات انیکس ایجاد شده بود. این مجله مانگاهایی را در چندین مجموعه ادبی با هدف جذب خوانندگان مختلفی در بازار ژاپن منتشر می‌کند. مجموعه‌های گلچین شده آن به مانند خانه‌ای برای برخی از سری‌های محبوب مانگا محسوب می‌شوند که در مجموعه تلویزیونی‌های انیمه‌ای شامل کیمیاگر تمام‌فلزی، ناباری نو او، مطالعه موردی وانیتاس، و سول ایتر مورد اقتباس قرار گرفته‌اند. کمیک‌ها بعدها به صورت جلد کاغذی با نام‌های تجاری همچون گان‌گان کامیکس (ガンガンコミックス Gangan Komikkusu)، گان‌گان کامیکس جوکر (ガンガンコミックスJOKER Gangan Komikkusu Jōkā) و یانگ گان‌گان کامیکس (ヤングガンガンコミックス Yangu Gangan Komikkusu) گردآوری می‌شوند.